# Collina Torinese
Collina Torinese ist ein kleines italienisches Weinbaugebiet in der Metropolitanstadt Turin, Piemont. Das Gebiet hat seit dem 14. Oktober 1999 den Status einer „kontrollierten Herkunftsbezeichnung“ (Denominazione di origine controllata, kurz DOC) hat. Die letzte Änderung dieser Vorschrift stammt vom 7. März 2014.

## Erzeugung
Folgende Weintypen werden in dem Gebiet aus den genannten Rebsorten erzeugt:
- „Collina Torinese rosso“ und „Collina Torinese rosso novello“: mindestens 60 % Barbera, mind. 25 % Freisa und maximal 15 % andere rote Rebsorten, die für den Anbau in der Region Piemont zugelassen sind.
- „Collina Torinese Barbera“: mindestens 85 % Barbera und maximal 15 % andere rote Rebsorten, die für den Anbau in der Region Piemont zugelassen sind.
- „Collina Torinese Bonarda“: mindestens 85 % Bonarda und maximal 15 % andere rote Rebsorten, die für den Anbau in der Region Piemont zugelassen sind.
- „Collina Torinese Malvasia“: mindestens 85 % Malvasia di Schierano und/oder Malvasia Nera Lunga und maximal 15 % andere rote Rebsorten, die für den Anbau in der Region Piemont zugelassen sind.
- „Collina Torinese Pelaverga“ (lokal auch „Collina Torinese Cari“ genannt): mindestens 85 % Pelaverga und maximal 15 % andere rote Rebsorten, die für den Anbau in der Region Piemont zugelassen sind.

## Anbaugebiet
Für die Weintypen
- Rosso, Barbera, Bonarda und Malvasia ist der Anbau in den Gemeindegebieten Andezeno, Arignano, Baldissero Torinese, Brozolo, Brusasco, Casalborgone, Castagneto Po, Castiglione Torinese, Cavagnolo, Chieri, Cinzano, Gassino Torinese, Lauriano, Marentino, Mombello di Torino, Moncalieri, Montaldo Torinese, Monteu da Po, Moriondo Torinese, Pavarolo, Pecetto Torinese, Pino Torinese, Riva presso Chieri, Rivalba, San Raffaele Cimena, San Sebastiano da Po, Sciolze und Verrua Savoia gestattet. Sie liegen alle in der Metropolitanstadt Turin.
- Pelaverga ist der Anbau in den Gemeindegebieten Baldissero Torinese, Montaldo Torinese, Pavarolo sowie in Teilen der Gemeinden Andezeno, Arignano, Castiglione Torinese, Chieri, Marentino und Pino Torinese gestattet.[2]

Die Rebsorte Pelaverga wird selten angebaut. Die Winzer dieses Gebiets sehen sich als Nischenanbieter lokaler Spezialitäten.

## Beschreibung

### Collina Torinese Rosso
- Farbe: mehr oder weniger intensives rubinrot
- Geruch: charakteristisch intensivweinig
- Geschmack: trocken, harmonisch
- Alkoholgehalt: mindestens 10,5 % Vol.
- Säuregehalt: mind. 4,5 g/l
- Trockenextrakt: mind. 18,0 g/l[2]

### Collina Torinese Barbera
- Farbe:  intensives rubinrot
- Geruch: charakteristisch weinig
- Geschmack: trocken, frisch, harmonisch und vollmundig
- Alkoholgehalt: mindestens 10,5 % Vol.
- Säuregehalt: mind. 4,5 g/l
- Trockenextrakt: mind. 19,0 g/l[2]

### Collina Torinese Bonarda
- Farbe:  leichtes rubinrot
- Geruch: intensiv weinig
- Geschmack: trocken und charakteristisch
- Alkoholgehalt: mindestens 10,5 % Vol.
- Säuregehalt: mind. 4,5 g/l
- Trockenextrakt: mind. 19,0 g/l[2]

### Collina Torinese Malvasia
- Farbe:  kirschrot
- Geruch: frisch und duftend, erinnert an die Traubenherkunft
- Geschmack: süß, leicht aromatisch
- Alkoholgehalt: mindestens 10,0 % Vol., mit einem Rest von mindestens 5,5 % potentiellem Alkoholgehalt
- Säuregehalt: mind. 5,0 g/l
- Trockenextrakt: mind. 15,0 g/l[2]

### Collina Torinese Pelaverga (auch Collina Torinese Cari genannt)
- Farbe:  kirschrot
- Geruch: zart nach Trauben
- Geschmack: süß, angenehm, charakteristisch
- Alkoholgehalt: mindestens 10,0 % Vol., mit einem Rest von mindestens 5,0 % potentiellem Alkoholgehalt
- Säuregehalt: mind. 4,5 g/l
- Trockenextrakt: mind. 15,0 g/l[2]